# Perosa Argentina
Perosa Argentina (piemonti nyelven Perosa, okcitán nyelven Peirosa) egy település Olaszországban, Torino megyében. Giaveno a Chisone-völgyben található. Itt élt egy darabig Fernandel, a híres színész.
A település jelenlegi nevét 1862-ben kapta, a környékén valaha működött ezüstbányákra utalva adták hozzá az Argentina melléknevet (az ezüst olaszul argento).

## Fordítás
- Ez a szócikk részben vagy egészben  a   Perosa Argentina című olasz Wikipédia-szócikk fordításán alapul.  Az eredeti cikk szerkesztőit annak laptörténete sorolja fel. Ez a jelzés csupán a megfogalmazás eredetét és a szerzői jogokat jelzi, nem szolgál a cikkben szereplő információk forrásmegjelöléseként.